# Javna hiša
Javna hiša (tudi bordel) je prostor, v katerem je za plačilo mogoče s prostitutkami imeti spolne odnose.

## Zgodovina
V srednjeveški Evropi so javne hiše prvič omenjene 12. stoletja. Trst je dobil urejeno javno hišo leta 1421. V 16. stoletju so javne hiše začeli omejevati, vzrok je bila predvsem epidemija sifilisa. Proces je trajal do 19. stoletja, takrat je urejanje prostitucije s predpisi povzročilo razvoj skrivne prostitucije zunaj javnih hiš. V osemdesetih letih 19. stoletja so bile javne hiše v vseh večjih mestih sedanjega slovenskega ozemlja. V Ljubljani sta obstajali dve, v Mariboru sedem, po ena v Celju in Novem mestu. Javne hiše so bile prepovedane leta 1919, vendar se v praksi prepoved ni uveljavila. S sprejetjem zakona o preprečevanju spolnih bolezni 1934 so bile javne hiše prepovedane in zaprte. V večjih mestih so odprli javne hiše med drugo svetovno vojno, po njej so jih ponovno zaprli in prepovedali. Zdaj se skrivajo pod imeni različnih masažnih in kozmetičnih salonov.

## Javne hiše v Mariboru
V srednjem veku ni bilo mesta, ki ni imelo vsaj ene javne hiše. Njihovo delovanje je bilo skrbno organizirano. »Prodajalke ljubezni« so bile obdavčene in zavarovane, običajno so delovale pod nadzorom plemstva ali cerkvenih oblasti. Ob javnih hišah so bile moškim na voljo tudi javne kopalnice. Takšna kopališča so v Evropo prinesli evropski križarji, ki so jih spoznali med svojimi pohodi na Bližnji vzhod. V njih so bile kadi za kopanje v dvoje, sobe za počitek in mlade uslužbenke, ki so obiskovalce na njihovo željo masirale ali kako drugače stregle njihovim potrebam. V Mariboru je takšno kopališče omenjeno že leta 1393 na območju za današnjo stavbo pošte na Slomškovem trgu.
Javne ali tolerantne hiše so v Mariboru prvič omenjene leta 1885. Gre za posredno omembo, v prošnji za koncesijo za odprtje javne hiše, ki jo je oktobra tega leta, na upravo v Celju, naslovila Mariborčanka Agnes Tellias. V tem času, ko v Celju ni bilo še niti ene, je bilo v Mariboru sedem javnih hiš. Maribor je bil na tem področju naprednejši od ostalih mest, saj je istega leta ljubljanski mestni svet mariborske oblasti prosil za nasvet o ureditvi tolerančnih hiš. 27. maja 1885 je začel veljati avstrijski zakon o prisilnih delavnicah, s katerim je nastala reforma zakonske ureditve prostitucije, zaradi katere je lahko mesto samo določalo pogoje za »obrtniško nečistovanje«. V kazenskem zakoniku je bila tudi natančna definicija prostitutke: »Javne ženske ali nečistnice so ženske, ki s svojim telesom opravljajo nečisto obrt.« (Kmetič & Kegel 2017).
Organizacija in nadzor prostitucije je potekal na več ravneh:
- Policijske oblasti so imele poseben register, kamor so vpisovale prodajalke ljubezni.
- Prostitutke so dobile zdravstvene knjižice in se obvezale na dvakrat tedenski zdravniški pregled.
- Če je prostitutka dobila težjo spolno bolezen, so jo napotili na zdravljenje v špital – bolnišnica.
- Če je bila prostitutka brez potrjene zdravstvene knjižice, so jo lahko aretirali.

Stroga pravila so imele tudi tolerančne hiše:
- Odpirale so se ob devetih zvečer.
- Niso imele dovoljenja za točenje alkohola ali prodajo tobaka.
- Vedno so morale zagotavljati svežo vodo, posodo za umivanje, milo, brisače in dišeče olje.

V drugi polovici 19. stoletja in v začetku 20. so bile tolerančne hiše v Mariboru precej številne. S prihodom železnice leta 1846 se je začel nagel razvoj mesta in s tem hitro naraščanje prebivalstva. Nova delovna mesta so privabila ogromno ljudi, tako delavce iz okoliškega podeželja kot tudi kvalificirano delovno sile iz Nemčije, Avstrije, Italije in Češke. Mesto je ponujalo tudi vedno večje število sezonskih del. Večina te delovne sile so bili moški, največkrat brez družin, v spolno najbolj aktivnem obdobju. V tem času so začeli graditi nove vojašnice, s katerimi je Maribor postal največja vojaška baza na slovenskem Štajerskem. V Mariboru, ki je imel takrat okoli 18.000 prebivalcev, je bilo leta 1880 nastanjenih približno 1600 vojakov.
Po prvi svetovni vojni in razpadu Avstro-Ogrske je Slovenija postala del Kraljevine SHS. 7. marca 1919 je bila na deželni vladi za Slovenijo in Istro soglasno sprejeta odločitev o zaprtju tolerančnih hiš. S tem odlokom so obstoječe javne hiše zaprli, prostitutke pa transportirali čez slovensko mejo. Ostale so le tiste, od katerih so lahko pričakovali, da se bodo preživljale »pošteno«, a so bile pod strogim policijskim nadzorom.
Nekaj razlogov za to odločitev: »Ta naprava je nemoralna, torej absolutno nedopustna, tudi če bi imela dobre posledice. Kajti dober namen ne posvečuje slabega sredstva. Slabo se nikdar ne sme delati niti dopustili, tudi če ima iz tega kaj dobrega priti. Toda teh dobrih posledic - s katerimi nekateri to nesramnost opravičujejo - ni, marveč nasprotno: s tem se ne omejuje prostitucija, marveč se le pospešuje. Statistično je dognano, da se tajna prostitucija zaradi tega nič ne zmanjša. Koliko pa je ljudi, zlasti mladih, ki bi se ne dali spozabiti tako daleč, da bi ne bilo take priložnosti, ki mu jo daje država s svojo toleranco? S tem se ne omejujejo spolne bolezni, marveč množijo. Vsi resni znanstveniki in socialni politiki priznavajo danes, da je ta institucija kakor nezakonita in nemoralna tako tudi nehigienična. Strokovnjaki Blascho, Tarnovsky, Štern, Bloch, Ruters, Forel, Kornig, Nikolsky itd. so tega mnenja. Blaschko govori o 'popolnem neuspehu', ki ga je pokazal ta evropski sistem po stoletnem obstanku. Da se socialno zlo nemorale korenito odpravi, morajo tej odredbi deželne vlade slediti še nadaljnje odredbe, ki bodo v današnji strukturi družbe, v socialni bedi ljudstva in pomanjkljivosti vzgoje naše mladine ležeče uzroke zadele.« (Kmetič & Kegel 2017)
Mariborske oblasti so hitro spoznale, da z zaprtjem javnih hiš, prostitucija ne bo izginila, ampak le več ne bo varnostno in zdravniško nadzorovana, s čimer oblast izgubi možnost preprečevanja spolnih bolezni. Zato je 27. avgusta 1919 policijski komisariat Alojziji Rojs izdal začasno dovoljenje za otvoritev tolerančne hiše na Žičkem prehodu 5, kjer je javno hišo pred prepovedjo vodila Marija Resart. Žički prehod povezuje Koroško cesto in Vojašniški trg. To je eden od šestih srednjeveških trgov, ki so nastali v Mariboru znotraj mariborskega mestnega obzidja in še vedno obstajajo. Nahaja se v jugozahodnemu delu starega Maribora. Na trgu oz. ob trgu se nahajajo: Minoritski samostan (zdaj Lutkovno gledališče), Kulturno glasbeni brlog … Za novo odprto hišo so ponovno veljala stroga pravila:
Vhod na Žičkem prehodu je bil namenjen civilistom in častnikom, navadni vojaki so vstopali skozi vhod v Vojašniški ulici.
- Zaposlene so imele dvakrat na teden zdravniški pregled.
- Vsak obiskovalec je bil zdravniško pregledan in po občevanju dezinficiran.
- Za ohranjanje reda ja bila v hiši nameščena vojaška patrulja.
- Imeli so strogo prepoved prodajanja alkoholnih pijač.

Za javno hišo so kmalu izvedele tudi deželne oblasti in mestu ni preostalo drugega, kot da zapre še zadnjo javno hišo v Mariboru. Od takrat dalje je prostitucija prešla v ilegalo in zdravniškim ambulantam povzročila veliko preglavic, saj je narastlo število okuženih žensk in vojakov. Vojaki naj bi okužbo staknili celo nalašč, da se jim ne bi bilo treba bojevati v jarkih. Prostitucija se je preselila za zaprta vrata raznih sumljivih gostišč, kavarn in točilnic žganja. Eden izmed takšnih je bila gostilna Pri Roži na Koroški cesti 3 in beznica v Splavarskem prehodu. Ali pa kavarna Drava v Taborski ulici 9 z zaposlenimi mladimi plesalkami in pevkami. A kmalu se je pokazalo, da opozorila mariborskih oblastnikov niso bila neutemeljena. Leta 1931 je Državni zdravstveni dom (ambulanta za spolne bolezni) mestnemu načelstvu posredoval podatke o treh obolelih uslužbenkah kavarne Drava v Taborski ulici 9, za kužnimi spolnimi bolezni. V tem času so se spolne bolezni v Mariboru močno razširile, zato je mestno načelstvo Državni zdravstveni dom zaprosilo, da pregledajo tudi ostale sumljive lokale v mestu. Ob komisijskem ogledu kavarne Drava so ugotovili, da so prostori nečisti in zakajeni, oprema je umazana, dotrajana in potrebuje popravilo. Kavarniški prostori so na prvi pogled dajali vtis beznice. Stranišča so bila zanemarjena in zamašena. Lastnico kavarne Julijana Hetzl so prijavili, ker je opravljala gostilniško obrt brez pooblastila. V prijavi je bilo zapisano tudi, da je v kavarni vedno zaposlenih med 4 in 6 mladih deklet, tudi tujk, ki so bile prijavljene kot plesalke in pevke, o katerih, v policijskem poročilu iz leta 1931, preberemo: "česar pa od teh nobena ne zna niti producirati, temveč so izključno le nastavljene za izkoriščanje moških". Kavarna je imela posebno sobo, kjer so ta dekleta izvrševala ilegalno prostitucijo. Januarja 1941 je predstojništvo mestne policije v Mariboru ukazalo zaprtje lokalov Pri Roži na Koroški cesti 3 in dveh lokalov v Splavarskem prehodu, ki so bili last gostilničarke Ljudmile Plavc. Razlog so bile pogoste kršitve javnega reda in javne morale.
Vprašanje javnih hiš je bilo od nekdaj izpostavljeno nasprotujočim si mnenjem in težnjam trenutnih oblastnikov in političnih struj. A zgodovina je pokazala, da s kriminalizacijo tovrstne dejavnosti predvsem povzročimo rast črnega trga in z njim povezanega organiziranega kriminala. Najbrž je res, da prenosa spolnih bolezni z legalizacijo ne onemogočimo, ampak le zmanjšamo, a preprečimo lahko izkoriščanje, suženjstvo in s tem povezane kriminalne združbe. 

### Zgodovina
- Bojan Cvelfar, »'Ko prostitutko jeden zapusti, gre že drugi moški skozi vežna vrata' : ureditev prostitucije in življenje v javni hiši v Ljubljani na začetku 20. stoletja«. Kronika 42, št. 3 (1994). S. 25-41.
- Branka Grošelj, »Prostitucija v Ljubljani v prvih treh desetletjih 20. stoletja«. Kronika 54, št. 3 (2006). S. 451-464.
- Mojca Kovačič, »'Meretrix publica' in 'putana' v istrskih in osrednjih slovenskih mestih : o prostituciji v srednjem veku«. Annales : Series historia et sociologia. 13 (2003). S. 311-326.
- Sašo Radovanovič, »Prostitucija in spolne bolezni v Mariboru pred 2. svetovno vojno«. Mariborčan 9 (jul./avg. 2003). S. 72-73.
- Gorazd Stariha, »Iz manj znanega kranjskega življenja v prejšnjem stoletju«. Kronika 41, št. 3 (1993). S. 155-164.
- Andrej Studen, »Prostitutke postavijo pod nravstveno-policijski nadzor«. V Slovenska kronika XIX. stoletja. Zv. 3: 1884-1899. S. 41-42. ISBN 961-6352-21-0.

### Javne hiše v Mariboru
- Kmetič, V. & Kegel, K. 2017, ‘Greh bo šel iz javnih hiš v privatne: običajno odrinjena na rob, javno zaničevana in celo zanikana, a že tisočletja je prostitucija neizogibni del človeške družbe. Plačljiva ljubezen se je tudi v Mariboru skrivala v kopališčih’, Večer v nedeljo, no. 164, pp. 12–3.
- Kosmač, G. 2015, Hiše »veselja« - od legalizacije do razvrata 1. svetovne vojne in nazaj, posodobljeno 17.01.2015, RTVSLO.si, datum dostopa 18. 11. 2020.
- Mariborinfo.com 2020, Maribor: Slovenska prestolnica najstarejše obrti nekoč in danes, posodobljeno 18.11.2020, Mariborinfo.com, datum dostopa 18. 11. 2020.
- Polanec, K. 2019, Po poteh mariborskih prodajalk ljubezni, posodobljeno 04.10.2019, Večer, datum dostopa 18.11. 2020.
- Radovanovič, S. 2003, ‘Prostitucija in spolne bolezni v Mariboru pred 2. svetovno vojno’, Mariborčan, vol. 9, 93/94, pp. 72–3